# Liste der Straßen und Plätze von Lubmin

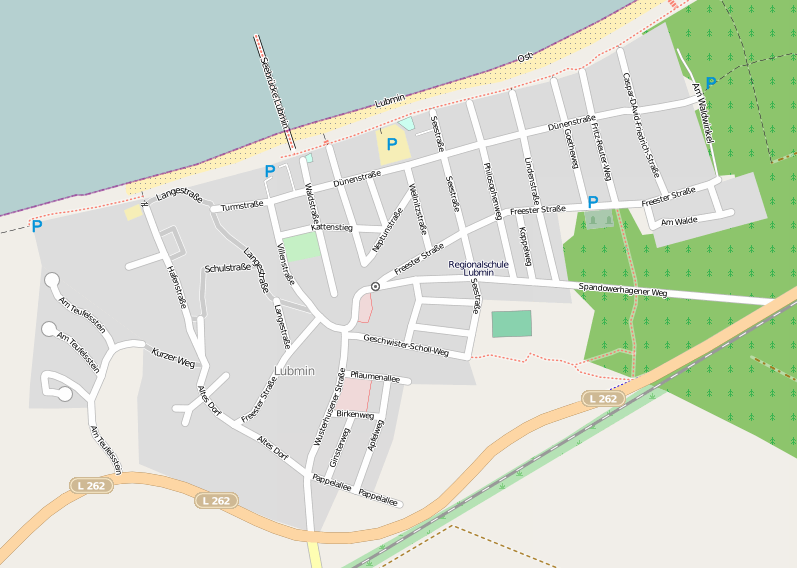
Übersichtskarte von Lubmin

Die Liste der Straßen und Plätze von Lubmin beschreibt das Straßensystem der Gemeinde Lubmin im Nordosten Mecklenburg-Vorpommerns. Die Geschichte von Lubmin wird hier nicht gesondert behandelt.

## Legende
Die nachfolgende Tabelle gibt eine Übersicht über die vorhandenen Straßen und Plätze der Gemeinde sowie einige zugehörige Informationen. Im Einzelnen sind dies:
- Name/Lage: aktuelle Bezeichnung der Straße oder des Platzes. Die Lage (Geoposition) gibt etwa die Mitte der Straße oder des Platzes an
- Nicht mehr gültige Straßennamen sind kursiv gesetzt
- Länge/Maße: gerundete Länge der Straße beziehungsweise Ausmaße des Platzes in Metern. Letztere werden in der Form a × b bei rechteckigen Anlagen oder a × b × c bei dreiecksförmigen Anlagen mit a als längster Kante angegeben. Der Zusatz ‚im Ort‘ gibt an, welche Länge die Straße innerhalb der Gemeinde Lubmin zurücklegt, sofern sie durch mehrere Gemeinden verläuft
- Namensherkunft: Ursprung des Namens
- Anmerkungen: weitere Informationen bezüglich ansässiger Institutionen, der Geschichte der Straße oder historischer Bezeichnungen
- Bild: Bild der Straße oder eines anliegenden Objektes

## Übersicht der Straßen und Plätze
| Name                                 | Länge/Maße (in Metern) | Namensherkunft | Anmerkungen | Bild                                  |
| ------------------------------------ | ---------------------- | --- | --- | ------------------------------------- |
| Ahornweg (Lage)                      | 050                    | nach der Erstbepflanzung mit Ahornbäumen | Der Ahornweg ist der kürzeste Weg der Gemeinde. Er verbindet ein einzelnes Grundstück mit dem Apfelweg. | Ahornweg                              |
| Altes Dorf (Lage)                    | 0690                   | in diesem Ortsteil stehen die ältesten Häuser der Gemeinde. Hier befand sich ein Dorfteich, der die Dorfmitte markierte.                                              | Die Straße zweigt von der Freester und Wusterhusener Straße ab und endet in zwei Wendeanlagen. | Altes Dorf                            |
| Am Alten Bahnhof (Lage)              | 080 × 50               | hier befand sich bis 1945 der Endbahnhof der Kleinbahn Greifswald–Wolgast                                                                                             | Im Gebäude des einstigen Bahnhofs befinden sich seit 2004 das Seebadzentrum mit Sitz des Bürgermeisters, die Kurverwaltung sowie die Bibliothek. Weiterhin befindet sich hier der Busbahnhof der Gemeinde mit Anschluss an die Usedomer Bäderbahn. Die Straße ist nicht amtlich gewidmet und hat die Form eines Platzes.                                                                                       | Am Alten Bahnhof                      |
| Am Hafen (Lage)                      | 0200                   | die Straße führt in Verlängerung des Freesdorfer Wegs auf die Marina Lubmin zu                                                                                        | Am Ende der Straße sieht man das stillgelegte Kernkraftwerk Greifswald. Der Auslaufkanal dieses Kraftwerks trennt die Straße. In der Hausnummer 1, am östlichen Ufer des Kanals, befindet sich eine Dienststelle der Bundespolizei. | KKW Greifswald · Am Hafen             |
| Am Teufelstein (Lage)                | 0730                   | nach dem „Teufelstein“, einem Findling, der an dieser Stelle in Strandnähe in der Ostsee liegt                                                                        | Der Sage nach versuchte der Teufel, mit diesem Stein von der Insel Rügen aus die Kirche in Wusterhusen zu treffen. Der Findling hat ein Volumen von 32 Kubikmeter und einen Umfang von 16,8 Metern. Die Straße ist verzweigt und erschließt ein Neubaugebiet aus den 1990er Jahren. | Am Teufelstein · Teufelsstein         |
| Am Walde (Lage)                      | 0520                   | nach der angrenzenden Lubminer Heide, einem Mischwald | Hier befindet sich ein Sport- und Freizeitzentrum sowie die Waldsiedlung Vieneta. Ein Teil des Waldes sollte zu Gunsten einer Industriefläche gerodet werden. | Schawi Sport- und Freizeitzentrum     |
| Am Waldwinkel (Lage)                 | 0470                   | die Straße verläuft von der Freester Straße in einem rechten Winkel zur Lubminer Heide                                                                                | Die Straße ist unbefestigt. Sie wird durch die nicht gewidmete Straße Zum Knirk verlängert und grenzt an die Lubminer Heide an. | Am Waldwinkel                         |
| Apfelweg (Lage)                      | 0320                   | nach der Erstbepflanzung mit Apfelbäumen | Der Apfelweg verläuft parallel zur Wusterhusener Straße und verbindet die Pflaumenallee, den Birkenweg und die Pappelallee. | Apfelweg                              |
| Birkenweg (Lage)                     | 0140                   | nach der Erstbepflanzung mit Birken | Der Birkenweg verläuft parallel zur Pflaumen- und Pappelallee und verbindet den Apfelweg mit der Wusterhusener Straße. | Birkenweg                             |
| Cäcilienstraße (Lage)                | 0155                   | | Die Straße ist unbefestigt und verbindet die Dünenstraße mit der Neptunstraße. Hier endet auch der Kattenstieg, der aus westlicher Richtung an der Langen Straße beginnt. | Caecilienstraße                       |
| Caspar-David-Friedrich-Straße (Lage) | 0445                   | Caspar David Friedrich (1774–1840), Maler und Zeichner der deutschen Früh-Romantik                                                                                    | Die Straße ist unbefestigt. Sie verläuft von der Strandpromenade bis zur Freester Straße. | Caspar-David-Friedrich-Straße         |
| Diesterwegplatz (Lage)               | 0115 × 70              | | Dieser Platz ist amtlich nicht gewidmet. Er wird gelegentlich für einen Flohmarkt und als Festwiese genutzt. Am nördlichen Ende befindet sich ein Spielplatz, der aus Spenden erstellt wurde. Eine Hinweistafel zeigt, welche Mitglieder der Gemeinde sich an dem Projekt beteiligten. Geplant ist, auf dem Gelände ein Hotel sowie eine Ferienanlage zu errichten.                                            | Diesterwegplatz                       |
| Dünenstraße (Lage)                   | 1370                   | die Straße verläuft parallel und oberhalb zur Strandpromenade wie eine Düne                                                                                           | In dieser Straße hat der Sportverein „Sturmvogel Lubmin e. V.“ seinen Sitz. An der Straßenecke Dünen-/Cäcilienstraße befindet sich die Villa „Heideschloss“ aus dem Jahr 1926, ein ehemaliges Bäckereigebäude. Die Dünenstraße geht in westlicher Richtung in die Turmstraße über. In östlicher Richtung endet sie an der Lubminer Heide.                                                                      | Villa Heideschloss                    |
| Eigenheimsiedlung (Lage)             | 0790                   | nach den hier entstandenen Eigenheimen | In dieser Straße hat der Schützenverein Wusterhusen seinen Sitz. Die Straße ist unbefestigt und mehrfach verzweigt. | Eigenheimsiedlung                     |
| Freesendorfer Weg (Lage)             | 1450                   | nach dem Freesendorfer See, der am Ausgang des Peenestroms liegt und nur durch eine schmale Landbrücke vom Greifswalder Bodden getrennt wird                          | Die Straße verbindet die Marina Lubmin über die Straße Am Hafen mit der Landstraße L262 Kemnitz–Wolgast. Hier befindet sich das ehemalige Kernkraftwerk Greifswald. | Ehemaliges AKW am Freesendorfer Weg   |
| Freester Straße (Lage)               | 1000                   | nach dem benachbarten Ortsteil Freest der Gemeinde Kröslin | In dieser Straße befinden sich die Freiwillige Feuerwehr, die Polizeiwache, der Landfrauenverband Greifswald e. V., der Lubminer Computerclub e. V., die Heimatstube, ein Schülercafé sowie der Seniorenbeirat. Weiterhin befindet sich hier die einzige Kirche der Gemeinde, die Petrikirche. | Petrikirche in der Freester Straße    |
| Fritz-Reuter-Weg (Lage)              | 0395                   | Fritz Reuter (1810–1874), Dichter und Schriftsteller in Niederdeutscher Sprache                                                                                       | Die Straße ist unbefestigt und verbindet die Strandpromenade mit der Freester Straße. Er verläuft parallel zur Caspar-David-Friedrich-Straße. | Fritz-Reuter-Weg                      |
| Gartenweg (Lage)                     | 0800                   | nach den angrenzenden Schrebergärten | In dieser Straße hat die Heimvolkshochschule sowie die Sozialstation des Deutschen Roten Kreuzes ihren Sitz. | Gartenweg                             |
| Geschwister-Scholl-Weg (Lage)        | 0340                   | Geschwister Scholl (Hans, 1918–1943 und Sophie, 1921–1943), Mitglieder der Weißen Rose, einer Widerstandsgruppe im Zweiten Weltkrieg                                  | Diese Straße verbindet die Wusterhusener Straße mit der Seestraße. Hier befindet sich die Gemeindeverwaltung, das Amt Lubmin, sowie eine Kindertagesstätte. | Amt Lubmin im Geschwister-Scholl-Weg  |
| Ginsterweg (Lage)                    | 0200                   | | Der Ginsterweg verläuft zwischen Birkenweg und Pappelallee, parallel zum Apfelweg. | Ginsterweg                            |
| Goetheweg (Lage)                     | 0510                   | Johann Wolfgang von Goethe (1749–1832), Dichter | Die Straße ist unbefestigt und verbindet, wie der Fritz-Reuter-Weg, die Strandpromenade mit der Freester Straße. Am südlichen Ende der beiden Straßen befindet sich an der Freesendorfer Straße der Friedhof der Gemeinde. | Goetheweg                             |
| Hafenstraße (Lage)                   | 0670                   | | Die Hafenstraße verläuft von der Straße Altes Dorf in Richtung Greifswalder Bodden. Am nördlichen Ende befindet sich ein Parkplatz, der auch für Wohnwagen zugelassen ist. | Hafenstraße                           |
| Kattenstieg (Lage)                   | 0380                   | niederdeutsche Bezeichnung für einen Weg, der so schmal ist, dass er nur von einer Katze („Katte“) genutzt werden kann (übersetzt: „Katzensteig“)                     | Zwischen Kattenstieg, der Villen- und der Waldstraße liegt der Kurpark der Gemeinde. Hier finden in unregelmäßigen Abständen Kurkonzerte statt. Die Straße ist nicht amtlich gewidmet und unbefestigt. | Kurpark                               |
| Koppelweg (Lage)                     | 0380                   | | Die Straße ist unbefestigt und verbindet die Freester Straße mit dem Spandowerhagener Weg. | Koppelweg                             |
| Kurzer Weg (Lage)                    | 0260                   | | Der Kurze Weg verbindet das „Alte Dorf“ mit dem Neubaugebiet „Am Teufelsstein“. | Kurzer Weg                            |
| Langestraße (Lage)                   | 0780                   | | Die Schreibweise lautet teilweise auch „Lange Straße“. Sie verläuft von der Kurverwaltung in Richtung Greifswalder Bodden bis zur Turmstraße. In einer Fachwerkscheune (Hausnummer 29) befindet sich eine Privatsammlung von Arbeitsgeräten der Lubminer Fischer, die nach Voranmeldung besichtigt werden kann.                                                                                                | Langestraße                           |
| Lindenstraße (Lage)                  | 0560                   | nach der Erstbepflanzung mit Linden | In der Hausnummer 13 befindet sich das einzige Alten- und Pflegeheim der Gemeinde, die Villa „Meeresblick“. Das Gebäude wurde nach dem Ende des Zweiten Weltkrieges bis 1965 als Tuberkuloseheilstätte genutzt. | Villa Meeresblick in der Lindenstraße |
| Neptunstraße (Lage)                  | 0700                   | Neptun, römischer Gott | Die Straße wurde durch die Umgestaltung der Kreuzung Freester Straße, Straße zum Meer und Neptunstraße im südwestlichen Teil zu einer Sackgasse. Am Ende der Straße befindet sich seit dem 15. Mai 2011 ein Minigolfplatz. | Neptunstraße                          |
| Netzeplatz (Lage)                    | 0170                   | die Lubminer Fischer nutzten diesen Platz, um ihre Netze zu trocknen und Reparaturen durchzuführen                                                                    | Es handelt sich um eine U-förmige Straße, die an der Hafenstraße beginnt und endet und somit eine Fläche einschließt, die einem Platz entspricht. Die Straße ist unbefestigt. | Netzeplatz                            |
| Pappelallee (Lage)                   | 0140                   | | Diese Straße ist nicht amtlich gewidmet und verbindet den Apfelweg mit der Wusterhusener Straße. | Pappelallee                           |
| Pflaumenallee (Lage)                 | 0620                   | nach der Erstbepflanzung mit Pflaumenbäumen | Am östlichen Ende befindet sich ein Kinderspielplatz. | Kinderspielplatz in der Pflaumenallee |
| Philosophenweg (Lage)                | 0525                   | | Im Haus Nummer 10 befindet sich ein Sport- und Freizeithotel für Jugendliche, eine 1920 als Elisabeth-Kinderheim gegründete Erholungsstätte für Eisenbahnerkinder. Der Weg ist unbefestigt. Wie der Goetheweg verbindet der Philosophenweg die Strandpromenade mit der Freester Straße. | Schawi im Philosophenweg              |
| Schulstraße (Lage)                   | 0460                   | nach der hier 1930 errichteten neuen Volksschule, die 1978 durch die Polytechnische Oberschule in der Seestraße ersetzt wurde                                         | | Kinderspielplatz in der Schulstraße   |
| Seestraße (Lage)                     | 0570                   | die Straße läuft geradlinig auf die Ostsee zu | In der Hausnummer 11 befindet sich die Regionale Schule Lubmin, in der nach der Klasse 9 die Berufsreife und nach Klasse 10 die Mittlere Reife erworben werden kann. Sie wurde im September 1978 als Polytechnische Oberschule errichtet. Weiterhin befinden sich in der Straße ein Sport- und ein Tennisplatz, der vom Sportverein „SV Sturmvogel Lubmin“ genutzt wird.                                       | Regionale Schule Lubmin               |
| Spandowerhagener Weg (Lage)          | 1180                   | nach einer Bucht des Peenestromes, der Spandowerhagener Wiek, die sich zwischen dem Nordende Usedoms, der (Halb-)Insel Struck und dem norddeutschen Festland befindet | Der Weg führt durch die Lubminer Heide zur Marina Lubmin. An der Ecke Freester/Spandowerhagener Weg befindet sich die Skulptur „Flammen“ von Grazyna Matuszewska aus dem Jahr 2000 sowie ein Gedenkstein zum Tag der Deutschen Einheit. | Skulptur von Matuszewska              |
| Strandpromenade (Lage)               | 1280                   | die Straße verläuft parallel zum Greifswalder Bodden in Form einer Promenade. Sie wurde 1934 angelegt und in den Jahren 2005 und 2006 grundsaniert.                   | Die Promenade beginnt in Höhe der Villenstraße und endet in Höhe der Caspar-David-Friedrich-Straße. In Höhe des Diesterwegplatzes befindet sich ein Kinderspielplatz. Zwischen Lindenstraße und Goetheweg sind auf der Strandpromenade die beiden Skulpturen „Bankobjekt“ von Eckard Labs sowie „Fischobjekt“ von Ela Sawicka aufgestellt (beide aus dem Jahr 2000). Die Promenade ist nicht amtlich gewidmet. | Strandpromenade                       |
| Straße zum Meer (Lage)               | 0360                   | die Straße läuft geradlinig auf die Ostsee zu | Die Straße verbindet die Strandpromenade mit dem Platz Am Alten Bahnhof. | Straße zum Meer                       |
| Südring (Lage)                       | 1300                   | die Straße verläuft ringförmig im südlichen Abschnitt des Gewerbegebietes                                                                                             | Ein Teil der Straße verläuft parallel zum Freesendorfer Weg. | Südring                               |
| Turmstraße (Lage)                    | 0150                   | | Die Turmstraße stellt eine Verlängerung der Dünenstraße mit der Hafenstraße her. | Turmstraße                            |
| Villenstraße (Lage)                  | 0430                   | nach den dort befindlichen Villen in alter Bäderarchitektur | Hier befindet sich die Villa „Hoffnung“ aus dem Jahr 1906, eines der ältesten erhaltenen Gebäude im Ort. In der Villa war zunächst eine Sparkassenfiliale, später das Schuhgeschäft Waterstraat untergebracht. | Villa „Hoffnung“ von 1906             |
| Waldheide (Lage)                     | 0750                   | nach dem angrenzenden Lubminer Wald | Die Straße zweigt vom Freesendorfer Weg in Richtung Bodden ab. Der größte Teil der Straße liegt auf dem Betriebsgelände der Energiewerke Nord und ist nicht öffentlich zugänglich. | Waldheide                             |
| Waldstraße (Lage)                    | 0430                   | nach dem angrenzenden Kurpark, in dem Waldkiefern stehen | Die Straße endet in nördlicher Richtung an der Strandpromenade und geht in die 1992 neu errichtete, 350 Meter lange Seebrücke über. Kurz vor der Seebrücke befinden sich die Villa „Meeresgruß“ aus dem Jahr 1928 sowie ein Kinderspielplatz. Hier befindet sich auch die einzige Apotheke der Gemeinde, eine ehemalige Arzneimittelausgabestelle des Landambulatoriums, die 1991 privatisiert wurde.          | Seebrücke                             |
| Wellnitzstraße (Lage)                | 0240                   | Karl Wellnitz (1913–1992), Professor für Mathematik | Die Straße verbindet die Dünenstraße mit der Freester Straße. | Wellnitzstraße                        |
| Wusterhusener Straße (Lage)          | 0670                   | nach der Gemeinde Wusterhusen, die dem Amt Lubmin angehört | Die Straße dient als Ausfallstraße und Verbindung mit der Landstraße L262 Kemnitz–Wolgast. | Wusterhusener Straße                  |
| Zum Knirk (Lage)                     | 0225                   | nach den dort befindlichen Wacholderbüschen (auch „Knirk“ genannt) | Die Straße ist unbefestigt. Sie ist eine Verlängerung der Straße Am Waldwinkel und wird teilweise „Am Knirk“ geschrieben. Auf Straßenplänen des Amtes Lubmin erscheint sie mit der Schreibweise „Zum Knirk“. | Zum Knirk                             |